# سونیک پای

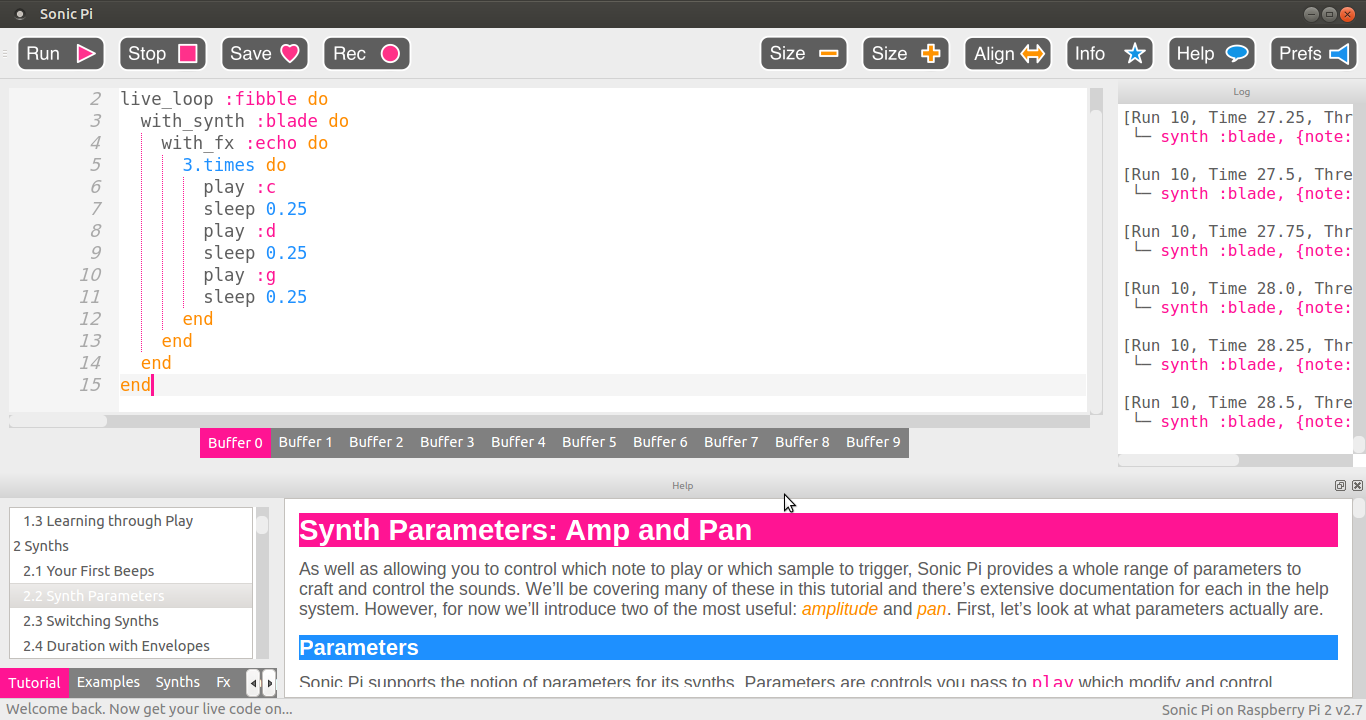
سونیک پای یک محیط برنامه‌نویسی زنده بر پایه روبی

سونیک پای (انگلیسی: Sonic Pi) یک محیط برنامه‌نویسی زنده بر پایه روبی است که با هدف پشتیبانی از درس‌های رایانش یو موسیقی در مدارس طراحی شده و توسط Sam Aaron در آزمایشگاه رایانهٔ دانشگاه کمبریج با همکاری بنیاد رزبری پای توسعه داده شده‌است.